# Aeoliscus strigatus
Poisson-rasoir strié, Poisson-couteau strié
Espèce
Aeoliscus strigatus, communément nommé Poisson-couteau strié ou Poisson-rasoir strié est une espèce de poissons de la famille des Centriscidés.

## Description

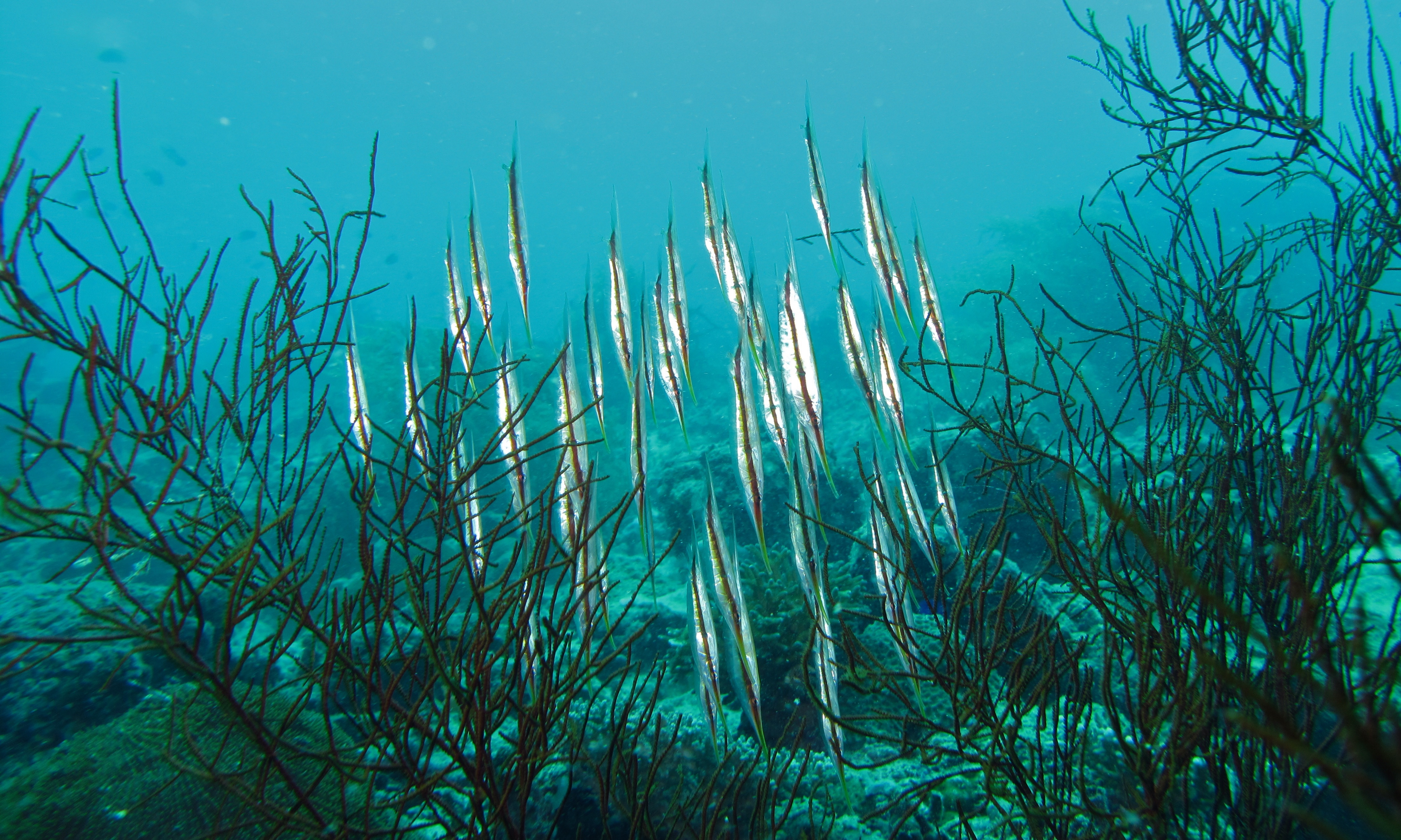
Groupe dAeoliscus strigatus (Sabah, Malaisie)

Aeoliscus strigatus est aisément identifiable de par la forme particulière de son corps long et étroit au ventre au bord aigu d'où il tire son nom de Poisson-couteau ou Poisson-rasoir. Son mode de déplacement en position verticale, la tête en bas et en groupe, est aussi caractéristique. C'est un poisson de petite taille, 15 cm de long maximum, au corps étiré se terminant par un long « bec » fin. Les nageoires sont de tailles réduites et transparentes. Une ligne longitudinale noire à brune traverse le corps par le milieu en passant par les yeux, lui assurant un camouflage efficace. La livrée varie en coloration selon le milieu dans lequel évolue l'animal. Soit jaune-verdâtre avec des stries brunes quand il est dans une zone d'herbier ou gris argenté clair quand il est en milieu ouvert, c'est-à-dire en zone sablonneuse, d'éboulis ou récifale.

## Habitat et répartition

### Distribution
Aeoliscus strigatus est présent dans les eaux tropicales de l'océan Indien jusque dans l'ouest de l'océan Pacifique correspondant à la zone Indo-ouest Pacifique.

### Habitat
Aeoliscus strigatus vit, se déplace et se nourrit en groupe synchrone dans des eaux calmes comme des lagons, baies ou estuaires abrités. Il est souvent à proximité du fond et de zones de repli afin de pouvoir échapper aux prédateurs potentiels en se cachant soit dans les épines des oursins diadèmes, des coraux branchus ou dans les gorgones.

## Biologie et comportement

### Alimentation
Aeoliscus strigatus happe et se nourrit principalement de petits crustacés planctoniques qui vivent parmi les coraux et entre les épines des oursins.

### Comportement
Aeoliscus strigatus est grégaire et le groupe est étonnamment synchrone dans ses déplacements. Il présente la particularité de nager verticalement.